# Bataille de Velletri
Guerre de Succession d'Autriche
Batailles
- Mollwitz (04-1741)
- Chotusitz (05-1742)
- Sahay (05-1742)
- Prague (06/12-1742)
- Dettingen (06-1743)
- Cap Sicié (02-1744)
- 19 mai 1744
- Menin (05/06-1744)
- Ypres (06-1744)
- Furnes (07-1744)
- Fribourg (11-1744)
- Tournai (04/06-1745)
- Pfaffenhofen (04-1745)
- Fontenoy (05-1745)
- Hohenfriedberg (06-1745)
- Melle (07-1745)
- Gand (07-1745)
- Bruges (07-1745)
- Audenarde (07-1745)
- Termonde (08-1745)
- Ostende (08-1745)
- Nieuport (08/09-1745)
- Ath (09/10-1745)
- Soor (09-1745)
- Hennersdorf (11-1745)
- Kesselsdorf (12-1745)
- Culloden (04-1746)
- Mons (06/07-1746)
- Bruxelles (01/02-1746)
- Namur (09-1746)
- Charleroi (07/08-1746)
- Lorient (09/10-1746)
- Rocourt (10-1746)
- Cap Finisterre (1er) (05-1747)
- Lauffeld (07-1747)
- Bergen-op-Zoom (07/09-1747)
- Cap Finisterre (2e) (10-1747)
- Saint-Louis-du-Sud (03-1748)
- 18 mars 1748
- Maastricht (04/05-1748)

Campagnes italiennes
- Combat de Saint-Tropez (06-1742)
- Camposanto (02-1743)
- Villafranca (04-1744)
- Casteldelfino (07-1744)
- Velletri (08-1744)
- Madonne de l'Olmo (09-1744)
- Bassignana (09-1745)
- Josseau (10-1745)
- Plaisance (06-1746)
- Tidone (08-1746)
- Rottofreddo (08-1746)
- Gênes (1er) (12-1746)
- Gênes (2e) (07-1747)
- Assietta (07-1747)

La bataille de Velletri se déroula les 10 et 11 août 1744 à Velletri, dans le Latium, pendant la guerre de Succession d'Autriche et opposa les troupes napolitaines dirigées par Charles VII, roi de Naples (futur Charles III d’Espagne), le duc de Castropignano et le comte de Gages à l'armée autrichienne du feldmarschall Lobkowitz.

## Déroulement des événements
En mai 1744, les forces autrichiennes qui cantonnaient à Genzano di Roma et près du lac de Nemi se mirent en mouvement pour affronter les troupes hispano-napolitaines et s'établirent plus au sud au pied du mont Artemisio (it) près de Velletri. Les deux armées stationnèrent quelque temps afin de s'observer.
Dans la nuit du 10 au 11 août, l'armée autrichienne attaqua par surprise l'aile droite espagnole et tenta de s'emparer de Velletri. Le mouvement sembla d'abord avoir réussi, les troupes adverses furent prises par surprise, une partie de la suite de Charles, roi des Deux-Siciles (futur Charles III d’Espagne), fut faite prisonnière et le roi lui-même fut pris au dépourvu dans son sommeil et réussit à échapper à la capture en fuyant en chemise de nuit.
Les Autrichiens crurent avoir gagné et commencèrent à se livrer au pillage de la ville, ce qui permit au comte de Gages et au roi de regrouper leurs troupes et d'engager le combat à l’extérieur de la ville. Les Autrichiens furent rapidement rejetés par les troupes espagnoles, notamment par les gardes wallonnes, battirent en retraite vers Rome jusqu'à laquelle le roi des Deux-Siciles les poursuivit.
Le colonel Raimondo di Sangro, prince de San Severo se distingua au cours de cette bataille à la tête du Reggimento Capitanata.

## Conséquences
La victoire de Velletri assura au roi Charles la possession définitive des Deux-Siciles et son courage conduisit son ennemi le roi de Sardaigne Charles-Emmanuel III à écrire qu'« il a révélé une constance digne de son sang et qu'il s'est comporté glorieusement »,,.

## Postérité
- Francesco Solimena immortalisa cette victoire par son Triomphe de Charles de Bourbon lors de la bataille de Velletri.
- Le troisième acte de l’opéra La forza del destino de Giuseppe Verdi se déroule lors de bataille de Velletri.

## Sources
- (en) Cet article est partiellement ou en totalité issu de l’article de Wikipédia en anglais intitulé « Battle of Velletri (1744) » (voir la liste des auteurs).

- (it) Cet article est partiellement ou en totalité issu de l’article de Wikipédia en italien intitulé « Battaglia di Velletri (1744) » (voir la liste des auteurs).